# Australovenator

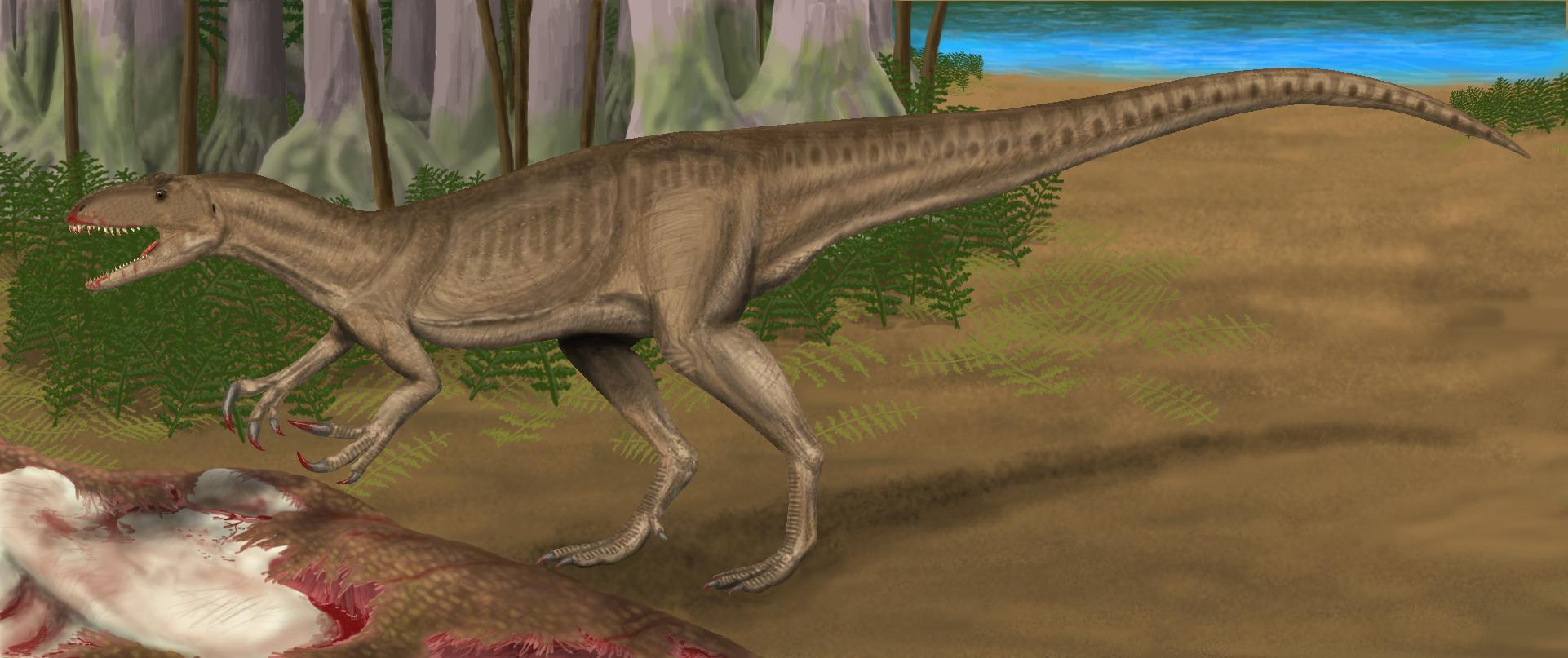
Rekonstrukcja australowenatora pożywiającego się padliną Diamantinasaurus

Australovenator – rodzaj teropoda z rodziny Neovenatoridae. Został opisany przez Scotta Hocknulla i współpracowników w oparciu o dziewięć zębów, lewą kość zębową, żebra grzbietowe i brzuszne oraz kilkanaście kości kończyn (AODF 604) wydobytych z datowanych na najpóźniejszy alb lub przełom cenomanu i turonu osadów formacji Winton w Australii, około 60 km na północny zachód od Winton w stanie Queensland. Australovenator był średniej wielkości allozauroidem, osiągającym rozmiary zbliżone do fukuiraptora. Izolowana kość skokowa pochodząca z wczesnej kredy Australii, zidentyfikowana wcześniej jako należąca do Allosaurus sp., została przez Hocknulla i współpracowników uznana za reprezentującą w rzeczywistości Australovenator sp. Jednak nie wszyscy naukowcy zgadzają się z taką identyfikacją. Roger B.J. Benson, Matthew Carrano i Stephen Brusatte (2010) zgodzili się, że ta kość skokowa należy do teropoda należącego do opisanego przez nich kladu Megaraptora i tym samym blisko spokrewnionego z australowenatorem, lecz ich zdaniem nie można wykluczyć, że mogła ona należeć do teropoda z odrębnego rodzaju; natomiast według Agnolina i współpracowników (2010) ta kość skokowa należała do teropoda z nadrodziny Abelisauroidea. Obecność szczątków australowenatora w datowanych na alb osadach potwierdza występowanie w tym okresie na terenach dzisiejszej Australii allozauroidów spokrewnionych z karcharodontozaurem.

## Filogeneza
Według analizy filogenetycznej przeprowadzonej przez Hocknulla i współpracowników Australovenator jest najbardziej bazalnym karcharodontozaurydem, bardziej zaawansowanym zarówno od allozaura, jak i fukuiraptora (choć opisano go jako allozauroida bazalnego w stosunku do karcharodontozaurów). Z pozostałymi przedstawicielami Carcharodontosauridae zdaniem autorów łączy go pojedyncza niedwuznaczna synapomorfia – głowa kości udowej zakrzywiona grzbietowo, co skutkuje kątem rozwartym pomiędzy głową a trzonem kości. Kość skokowa wykazywała wiele odrębnych cech, spośród których niektóre występowały także u fukuiraptora. Analiza kladystyczna przeprowadzona przez Rogera Bensona, Matthew Carrano i Stephena Brusatte wsparła hipotezę o bliskim pokrewieństwie australowenatora i fukuiraptora. Według niej są one taksonami siostrzanymi wewnątrz kladu Megaraptora, obejmującego zaawansowanych przedstawicieli grupy Neovenatoridae – teropodów blisko spokrewnionych z karcharodontozaurami.

## Paleoekologia
Na terenie formacji Winton pod koniec wczesnej kredy – oprócz Australovenator – występowali również przedstawiciele dwóch rodzajów zauropodów z grupy Titanosauriformes – Wintonotitan oraz Diamantinasaurus. Fauna wczesnokredowej Australii była zróżnicowana i obejmowała zarówno formy plezjomorficzne, takie jak Wintonotitan i Australovenator, oraz zaawansowane, jak Diamantinasaurus. Przedstawiciele grupy Megaraptora, do której należy Australovenator, mieli wydłużone i silniejsze kończyny przednie, co sugeruje, iż mogli wykorzystywać je do polowania, a ich kończyny tylne wykazywały adaptacje do biegania. Benson i współpracownicy sugerują, że Megaraptora mogły być w ekosystemach odpowiednikami przeważnie niewielkich celurozaurów.

## Pochodzenie nazwy
Nazwa Australovenator pochodzi od łacińskich słów australis („południowy”) i venator („łowca”) – odnosi się ona do miejsca odnalezienia szczątków dinozaura, półkuli południowej, oraz mięsożerności dinozaura. Epitet gatunkowy gatunku typowego, wintonensis, pochodzi od nazwy miasta Winton, w pobliżu którego odkryto skamieniałości Australovenator.